# 雙手交叉的女人
雙手交叉的女人（Femme aux Bras Croisés）是畢加索畫於1902年的油畫，其主題未知，但其中的女子可能是巴黎圣拉扎爾監獄醫院中的犯人。

## 歷史
格特鲁德·斯泰因是最初從畢加索手裡買下這幅畫的人。自1936年開始由昌西·麥考密克的家族收藏，並被租借給芝加哥藝術學院。
2000年在紐約佳士得以5500萬美元的價格被人買走。